# Copa del Rey de rugby
La Copa de SM el Rey de rugby, más conocida como Copa del Rey de rugby, es la competición nacional más antigua de rugby que se disputa en España y la segunda en importancia tras la División de Honor de rugby. La competición es organizada desde la temporada 1925-26 por la Federación Española de Rugby, fundada en 1923.
Al igual que el resto de los Campeonatos de España en otras modalidades deportivas, ha sufrido distintos cambios en su denominación según los cambios políticos sufridos en el país. Denominada Campeonato de España de Rugby en sus primeros años, cambió por el de Copa del Generalísimo en el año 1940, hasta llegar a su actual denominación de Copa del Rey en la temporada 1976-77.
El último campeón de la competición es el VRAC Quesos Entrepinares, que el 24 de mayo de 2025 se alzó con el título tras imponerse al INEXO El Salvador 27-3, en la final disputada en el Estadio José Zorrilla.

## Historia
En enero del año 1923 nace la Federación Española de Rugby como máximo organismo del rugby en el país, y en la temporada 1925-26, apenas tres años después de su fundación, crea su primera competición oficial entre clubes de España, la actual Copa del Rey, bajo el nombre de Campeonato de España de Rugby.
Desde entonces, veintiún clubes se han proclamado como campeones de la Copa de España de Rugby en un total de 92 ediciones.

## Finales
A continuación se detallan cada una de las finales del Campeonato de España de Rugby, actual Copa del Rey, desde su creación en la temporada 1925-26. El primer campeón de la actual segunda mayor competición de rugby en España fue el F. C. Barcelona tras imponerse en la final por 19-0 al CD Academia de Infantería de Toledo, siendo en la actualidad el club más laureado de la competición con dieciséis títulos, seguido de la UE Santboiana con doce.
| Ed.                   | Año                  | Campeón                   | Resultado            | Subcampeón                   | Sede                      | Estadio                         |
| Campeonato de España  | Campeonato de España | Campeonato de España      | Campeonato de España | Campeonato de España         | Campeonato de España      | Campeonato de España            |
| --------------------- | -------------------- | ------------------------- | -------------------- | ---------------------------- | ------------------------- | ------------------------------- |
| I                     | 1926                 | CF Barcelona              | 19 - 0               | CDA Infantería de Toledo     | San Baudilio de Llobregat |                                 |
| No se disputó         |                      |                           |                      |                              |                           |                                 |
| II                    | 1930                 | CF Barcelona              | 39 - 3               | Real Madrid                  | Barcelona                 | Campo de Las Corts              |
| III                   | 1931                 | UD Samboyana              | 12 - 6               | Real Madrid                  | Chamartín de la Rosa      | Estadio de Chamartín            |
| IV                    | 1932                 | CF Barcelona              | 20 - 3               | Real Madrid                  | Madrid                    | Campo de rugby El Barral        |
| V                     | 1933                 | UD Samboyana              | 24 - 6               | Real Madrid                  | San Baudilio de Llobregat |                                 |
| VI                    | 1934                 | Real Madrid               | 14 - 6               | FUE de Valencia              |                           |                                 |
| VII                   | 1935                 | RS Gimnástica Española    | 11 - 3               | FUE de Valencia              |                           |                                 |
| No se disputó         |                      |                           |                      |                              |                           |                                 |
| Copa del Generalísimo |                      |                           |                      |                              |                           |                                 |
| VIII                  | 1941                 | SEU de Madrid             | 14 - 10              | RCD Español de Barcelona     | Vallecas                  | Campo de Vallecas               |
| IX                    | 1942                 | CF Barcelona              | 17 - 8               | SEU de Madrid                | Madrid                    |                                 |
| X                     | 1943                 | UD Samboyana              | 16 - 0               | ED Tabernes de Valldigna     | Valencia                  | Estadio de Vallejo              |
| XI                    | 1944                 | CF Barcelona              | 9 - 0                | SEU de Madrid                | Barcelona                 | Campo de Las Corts              |
| XII                   | 1945                 | CF Barcelona              | 3 - 0                | SEU de Madrid                | Madrid                    | Ciudad Universitaria            |
| XIII                  | 1946                 | CF Barcelona              | 23 - 13              | SEU de Madrid                | Barcelona                 |                                 |
| XIV                   | 1947                 | SEU de Madrid             | 16 - 3               | CF Barcelona                 | Madrid                    |                                 |
| XV                    | 1948                 | UD Samboyana              | 13 - 9               | SEU de León                  | León                      |                                 |
| XVI                   | 1949                 | Atlético de Madrid        | 8 - 3                | UD Samboyana                 | Barcelona                 | Estadio de Montjuich            |
| XVII                  | 1950                 | CF Barcelona              | 10 - 3               | Atlético de Madrid           | Madrid                    | Ciudad Universitaria            |
| XVIII                 | 1951                 | CF Barcelona              | 14 - 0               | Atlético de Madrid           | Zaragoza                  | Estadio de Torrero              |
| XIX                   | 1952                 | CF Barcelona              | 10 - 3               | Atlético de Madrid           | Zaragoza                  | Campo del Arenas                |
| XX                    | 1953                 | CF Barcelona              | 6 - 3                | Atlético de Madrid           | Barcelona                 | Estadio de Montjuich            |
| XXI                   | 1954                 | SEU de Madrid             | 16 - 3               | Club Natación Barcelona      | Madrid                    |                                 |
| XXII                  | 1955                 | CF Barcelona              | 10 - 0               | Atlético de Madrid           | San Baudilio de Llobregat |                                 |
| XXIII                 | 1956                 | CF Barcelona              | 6 - 3                | UD Samboyana                 | Barcelona                 | La Foixarda                     |
| XXIV                  | 1957                 | Club Natación Barcelona   | 8 - 0                | CF Barcelona                 | Barcelona                 | La Foixarda                     |
| XXV                   | 1958                 | UD Samboyana              | 11 - 9               | CF Barcelona                 | Barcelona                 | La Foixarda                     |
| XXVI                  | 1959                 | UD Samboyana              | 20 - 14              | Picadero Juventud            | Barcelona                 | La Foixarda                     |
| XXVII                 | 1960                 | UD Samboyana              | 8 - 3                | Club Natación Barcelona      | Barcelona                 | La Foixarda                     |
| XXVIII                | 1961                 | UD Samboyana              | 3 - 0                | Club Natación Barcelona      | Barcelona                 | La Foixarda                     |
| XXIX                  | 1962                 | UD Samboyana              | 6 - 3                | Atlético de Madrid           | Zaragoza                  |                                 |
| XXX                   | 1963                 | Club Natación Barcelona   | 3 - 0                | UD Samboyana                 | San Sebastián             |                                 |
| XXXI                  | 1964                 | Canoe NC                  | 3 - 0                | UD Samboyana                 | Pamplona                  |                                 |
| XXXII                 | 1965                 | F. C. Barcelona           | 3 - 0                | C.R. Universidad Barcelona   | Barcelona                 | La Foixarda                     |
| XXXIII                | 1966                 | Canoe NC                  | 12 - 0               | C.R. Universidad Barcelona   | Barcelona                 | La Foixarda                     |
| XXXIV                 | 1967                 | Cisneros Madrid           | 14 - 3               | UD Samboyana                 | Madrid                    |                                 |
| XXXV                  | 1968                 | Atlético San Sebastián    | 8 - 6                | CF Barcelona                 | Madrid                    |                                 |
| XXXVI                 | 1969                 | Cisneros Madrid           | 11 - 8               | CF Barcelona                 | Madrid                    |                                 |
| XXXVII                | 1970                 | Canoe NC                  | 17 - 13              | Atlético San Sebastián       | Madrid                    |                                 |
| XXXVIII               | 1971                 | Canoe NC                  | 6 - 3                | El Salvador Valladolid       | Madrid                    |                                 |
| XXXIX                 | 1972                 | Atlético San Sebastián    | 31 - 10              | Club Natación Barcelona      | Madrid                    |                                 |
| XL                    | 1973                 | Atlético San Sebastián    | 21 - 13              | CD Arquitectura              | Madrid                    |                                 |
| XLI                   | 1974                 | Canoe NC                  | 13 - 9               | Atlético San Sebastián       | Madrid                    |                                 |
| XLII                  | 1975                 | Atlético San Sebastián    | 14 - 0               | CDU Valladolid               | Madrid                    |                                 |
| XLIII                 | 1976                 | CD Arquitectura           | 24 - 12              | CAU Madrid                   | Madrid                    |                                 |
| Copa del Rey          |                      |                           |                      |                              |                           |                                 |
| XLIV                  | 1977                 | CAU Madrid                | 26 - 6               | CR Cisneros                  | Madrid                    |                                 |
| XLV                   | 1978                 | CAU Madrid                | 22 - 9               | CD Arquitectura              | Madrid                    |                                 |
| XLVI                  | 1979                 | CR Cisneros               | 26 - 14              | RC Valencia                  | Tarazona                  |                                 |
| XLVII                 | 1980                 | CD Arquitectura           | 19 - 0               | CAU Madrid                   | Madrid                    |                                 |
| XLVIII                | 1981                 | CD Arquitectura           | 25 - 7               | Canoe NC                     | Madrid                    |                                 |
| XLIX                  | 1982                 | CR Cisneros               | 7 - 6                | CD Arquitectura              | Madrid                    |                                 |
| L                     | 1983                 | F. C. Barcelona           | 27 - 12              | CAU Madrid                   | Madrid                    |                                 |
| LI                    | 1984                 | CD Arquitectura           | 12 - 10              | F. C. Barcelona              | Burgos                    |                                 |
| LII                   | 1985                 | F. C. Barcelona           | 36 - 7               | CDU Valladolid               | Barcelona                 |                                 |
| LIII                  | 1986                 | CD Arquitectura           | 27 - 12              | RC Valencia                  | Valencia                  |                                 |
| LIV                   | 1987                 | Olímpico de Pozuelo RC    | 26 - 10              | CR Cisneros                  | Madrid                    |                                 |
| LV                    | 1988                 | CD Arquitectura           | 21 - 12              | Canoe NC                     | Badajoz                   |                                 |
| LVI                   | 1989                 | UE Santboiana             | 25 - 9               | C.R. Liceo Francés           | Pamplona                  |                                 |
| LVII                  | 1990                 | Xerox Getxo               | 28 - 7               | UE Santboiana                | Getafe                    |                                 |
| LVIII                 | 1991                 | Xerox Getxo               | 32 - 15              | Gernika RT                   | El Puerto de Santa María  | Estadio José del Cuvillo        |
| LIX                   | 1992                 | Xerox Getxo               | 20 - 9               | Mercabarna BUC               | Guecho                    | Velódromo de Fadura             |
| LX                    | 1993                 | Dulciora El Salvador      | 13 - 6               | Xerox Getxo                  | Cuenca                    | Estadio La Fuensanta            |
| LXI                   | 1994                 | El Monte Rugby            | 32 - 12              | Xerox Arquitectura           | Sevilla                   |                                 |
| LXII                  | 1995                 | El Monte Rugby            | 37 - 25              | Xerox Getxo                  | Oviedo                    |                                 |
| LXIII                 | 1996                 | El Monte Ciencias         | 28 - 13              | VRAC Quesos Entrepinares     | Madrid                    |                                 |
| LXIV                  | 1997                 | Xerox Getxo               | 37 - 19              | El Monte Ciencias            | Alcobendas                |                                 |
| LXV                   | 1998                 | VRAC Quesos Entrepinares  | 36 - 16              | Real Canoe NC                | Valladolid                | Campos de Pepe Rojo             |
| LXVI                  | 1999                 | Dulciora El Salvador      | 27 - 19              | Real Canoe NC                | Valladolid                | Campos de Pepe Rojo             |
| LXVII                 | 2000                 | UE Santboiana             | 36 - 15              | Dulciora El Salvador         | Valladolid                | Campos de Pepe Rojo             |
| LXVIII                | 2001                 | UCM Canoe                 | 37 - 20              | Liceo Francés CEU            | Madrid                    |                                 |
| LXIX                  | 2002                 | Madrid 2012               | 23 - 15              | VRAC Quesos Entrepinares     | Madrid                    |                                 |
| LXX                   | 2003                 | UCM 2M12                  | 11 - 10              | La Moraleja Alcobendas       | Valladolid                | Campos de Pepe Rojo             |
| LXXI                  | 2004                 | Atlético Bera Bera        | 47 - 38              | UE Santboiana                | Zaragoza                  |                                 |
| LXXII                 | 2005                 | Cetransa UEMC El Salvador | 29 - 8               | Getxo Artea RT               | Zaragoza                  |                                 |
| LXXIII                | 2006                 | Cetransa UEMC El Salvador | 34 - 9               | VRAC Quesos Entrepinares     | Valladolid                | Campos de Pepe Rojo             |
| LXXIV                 | 2007                 | Cetransa UEMC El Salvador | 29 - 16              | UE Santboiana                | Gijón                     | Las Mestas                      |
| LXXV                  | 2008                 | Bwin Pozuelo Boadilla CRC | 36 - 31              | Cetransa Dismeva El Salvador | Madrid                    |                                 |
| LXXVI                 | 2009                 | CRC Madrid                | 34 - 26              | Cajasol Rugby Ciencias       | Sevilla                   | Estadio San Pablo               |
| LXXVII                | 2010                 | VRAC Quesos Entrepinares  | 33 - 17              | CR La Vila                   | Segovia                   | Estadio La Albuera              |
| LXXVIII               | 2011                 | Cetransa El Salvador      | 13 - 0               | VRAC Quesos Entrepinares     | Villajoyosa               | Campo de El Pantano             |
| LXXIX                 | 2012                 | AMPO Ordizia RE           | 30 - 27              | Cetransa El Salvador         | Palencia                  | Estadio Nueva Balastera         |
| LXXX                  | 2013                 | AMPO Ordizia RE           | 27 - 17              | VRAC Quesos Entrepinares     | Santander                 | Campos de Sport de El Sardinero |
| LXXXI                 | 2014                 | VRAC Quesos Entrepinares  | 40 - 18              | Bathco Independiente RC      | Palencia                  | Estadio Nueva Balastera         |
| LXXXII                | 2015                 | VRAC Quesos Entrepinares  | 33 - 15              | Complutense Cisneros         | Valladolid                | Campos de Pepe Rojo             |
| LXXXIII               | 2016                 | SilverStorm El Salvador   | 13 - 9               | VRAC Quesos Entrepinares     | Valladolid                | Estadio José Zorrilla           |
| LXXXIV                | 2017                 | UE Santboiana             | 16 - 6               | SilverStorm El Salvador      | Valladolid                | Estadio José Zorrilla           |
| LXXXV                 | 2018                 | VRAC Quesos Entrepinares  | 20 - 16              | SilverStorm El Salvador      | Valencia                  | Estadio Ciudad de Valencia      |
| LXXXVI                | 2019                 | Lexus Alcobendas          | 24 - 23              | F. C. Barcelona              | Madrid                    | Estadio Nacional Complutense    |
| LXXXVII               | 2020                 | Lexus Alcobendas          | 24 - 18              | SilverStorm El Salvador      | Burgos                    | Complejo deportivo San Amaro    |
| LXXXVIII              | 2021                 | Lexus Alcobendas          | 37 - 13              | Aparejadores Rugby Burgos    | Albacete                  | Estadio Carlos Belmonte         |
| LXXXIX                | 2022                 | SilverStorm El Salvador   | 27 - 26              | Club de Rugby Ciencias       | Sevilla                   | Estadio de La Cartuja           |
| XC                    | 2023                 | VRAC Quesos Entrepinares  | 29 - 25              | Aparejadores Rugby Burgos    | Sevilla                   | Estadio de La Cartuja           |
| XCI                   | 2024                 | Aparejadores Rugby Burgos | 20 - 19              | VRAC Quesos Entrepinares     | Valencia                  | Estadio Ciudad de Valencia      |
| XCII                  | 2025                 | VRAC Quesos Entrepinares  | 27 - 3               | INEXO El Salvador            | Valladolid                | Estadio José Zorrilla           |

## Palmarés

### Por clubes
A continuación se recogen el total de títulos ganados por cada club, ordenados según el mayor número de los mismos, seguido del número de subcampeonatos. Si dos o más clubes poseyesen los mismos títulos, prevalecerá el orden cronológico en que fueron conquistados.

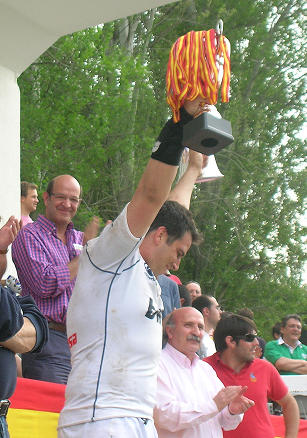
Diego Pérez levantando el título de campeón de la Copa del Rey en 2008 con el Bwin Pozuelo Boadilla CRC, período durante el cual el Real Madrid poseyó los derechos del Club de Rugby CRC Madrid Pozuelo.

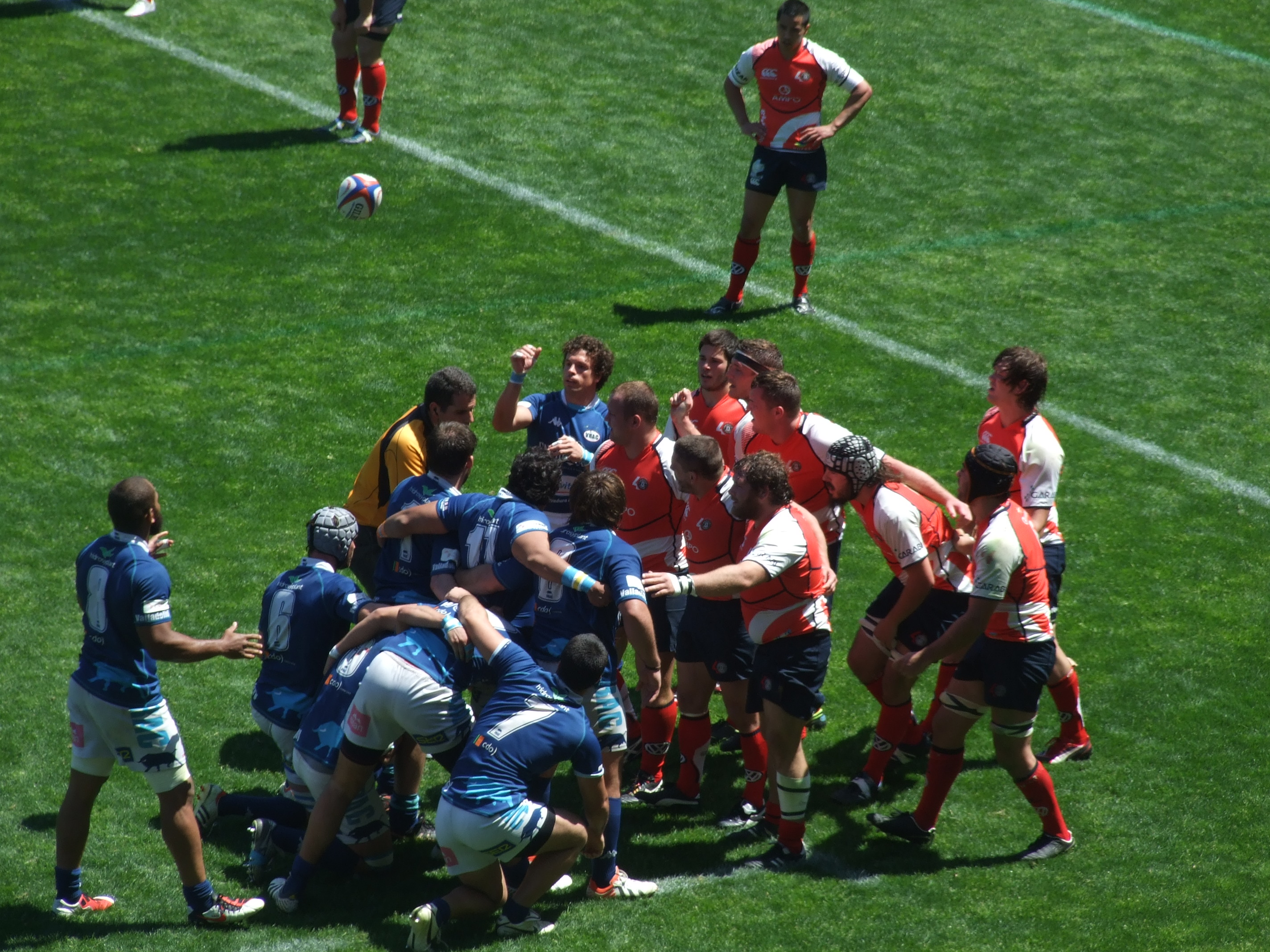
Copa del Rey de Rugby 2013, 5 de mayo. VRAC Quesos Entrepinares ante AMPO Ordizia.

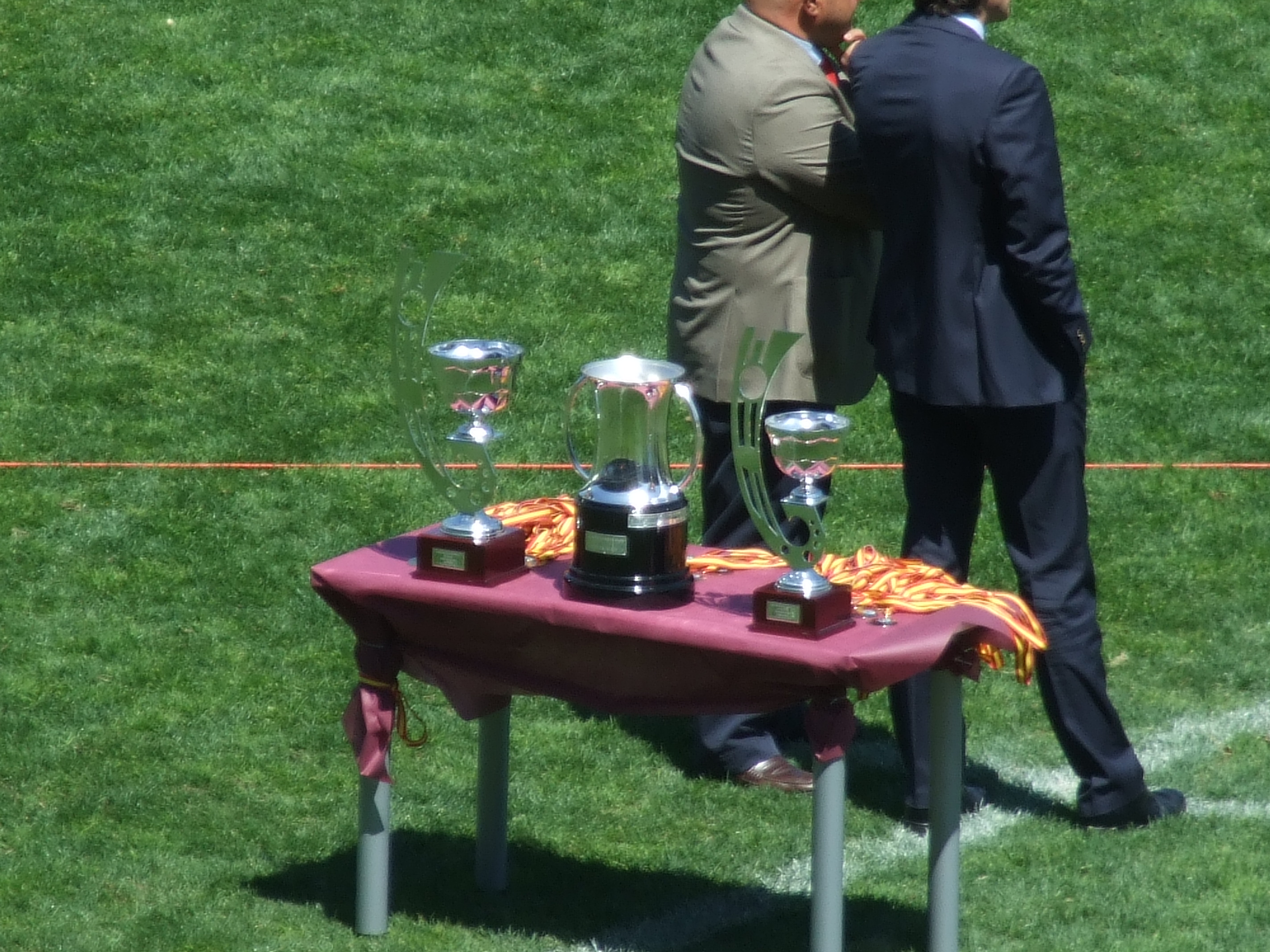
Copa del Rey de Rugby 2013, 5 de mayo. VRAC Quesos Entrepinares ante AMPO Ordizia.

| Equipo                        | Campeonatos | Subcampeonatos | Años en los que conquistó el título                                                            |
| ----------------------------- | ----------- | -------------- | ---------------------------------------------------------------------------------------------- |
| F. C. Barcelona               | 16          | 7              | 1926, 1930, 1932, 1942, 1944, 1945, 1946, 1950, 1951, 1952, 1953, 1955, 1956, 1965, 1983, 1985 |
| U. E. Santboiana              | 12          | 8              | 1931, 1933, 1943, 1948, 1958, 1959, 1960, 1961, 1962, 1989, 2000, 2017                         |
| Real Canoe / CRC Pozuelo      | 10          | 4              | 1964, 1966, 1970, 1971, 1974, 2001, 2002, 2003, 2008, 2009                                     |
| C. R. El Salvador             | 8           | 8              | 1993, 1999, 2005, 2006, 2007, 2011, 2016, 2022                                                 |
| VRAC Quesos Entrepinares      | 7           | 7              | 1998, 2010, 2014, 2015, 2018, 2023, 2025                                                       |
| C. D. Arquitectura            | 6           | 4              | 1976, 1980, 1981, 1984, 1986, 1988                                                             |
| C. R. Complutense Cisneros    | 4           | 3              | 1967, 1969, 1979, 1982                                                                         |
| Getxo R. T.                   | 4           | 3              | 1990, 1991, 1992, 1997                                                                         |
| Atlético San Sebastián        | 4           | 2              | 1968, 1972, 1973, 1975                                                                         |
| SEU de Madrid                 | 3           | 4              | 1941, 1947, 1954                                                                               |
| Real Ciencias                 | 3           | 3              | 1994, 1995, 1996                                                                               |
| Club Alcobendas Rugby         | 3           | 1              | 2019, 2020, 2021                                                                               |
| C. N. Barcelona               | 2           | 4              | 1957, 1963                                                                                     |
| CAU Madrid                    | 2           | 3              | 1977, 1978                                                                                     |
| AMPO Ordizia                  | 2           | -              | 2012, 2013                                                                                     |
| Atlético de Madrid            | 1           | 6              | 1949                                                                                           |
| Real Madrid Rugby             | 1           | 4              | 1934                                                                                           |
| Aparejadores Rugby Burgos     | 1           | 2              | 2024                                                                                           |
| R. S. Gimnástica Española     | 1           | -              | 1935                                                                                           |
| Olímpico de Pozuelo R. C.     | 1           | -              | 1987                                                                                           |
| Bera Bera R. T.               | 1           | -              | 2004                                                                                           |
| F. U. E. de Valencia          | -           | 2              |                                                                                                |
| C. R. Universidad Barcelona   | -           | 2              |                                                                                                |
| C. D. U. Rugby Valladolid     | -           | 2              |                                                                                                |
| R. C. Valencia                | -           | 2              |                                                                                                |
| C. R. Liceo Francés           | -           | 2              |                                                                                                |
| C. D. A. Infantería de Toledo | -           | 1              |                                                                                                |
| R. C. D. Español de Barcelona | -           | 1              |                                                                                                |
| Tavernes R. C.                | -           | 1              |                                                                                                |
| SEU de León                   | -           | 1              |                                                                                                |
| Picadero Juventud             | -           | 1              |                                                                                                |
| Gernika R. T.                 | -           | 1              |                                                                                                |
| B. U. C.                      | -           | 1              |                                                                                                |
| C. R. La Vila                 | -           | 1              |                                                                                                |
| Independiente R. C.           | -           | 1              |                                                                                                |

### Por Federación Regional
A continuación se recogen el total de títulos ganados por cada Federación Regional, ordenados según el mayor número de los mismos, seguido del número de subcampeonatos. Si dos o más Federaciones poseyesen los mismos títulos, prevalecerá el orden cronológico en que fueron conquistados.
| Federación Regional           | Campeonatos | Subcampeonatos | Años en los que conquistó el título |
| ----------------------------- | ----------- | -------------- | --- |
| Federación Madrileña          | 32          | 31             | 1934, 1935, 1941, 1947, 1949, 1954, 1964, 1966, 1967, 1969, 1970, 1971, 1974, 1976, 1977, 1978, 1979, 1980, 1981, 1982, 1984, 1986, 1987, 1988, 2001, 2002, 2003, 2008, 2009, 2019, 2020, 2021 |
| Federación Catalana           | 30          | 24             | 1926, 1930, 1931, 1932, 1933, 1942, 1943, 1944, 1945, 1946, 1948, 1950, 1951, 1952, 1953, 1955, 1956, 1957, 1958, 1959, 1960, 1961, 1962, 1963, 1965, 1983, 1985, 1989, 2000, 2017             |
| Federación Castellanoleonesa  | 16          | 20             | 1993, 1998, 1999, 2005, 2006, 2007, 2010, 2011, 2014, 2015, 2016, 2018, 2022, 2023, 2024, 2025                                                                                                 |
| Federación Vasca              | 11          | 6              | 1968, 1972, 1973, 1975, 1990, 1991, 1992, 1997, 2004, 2012, 2013 |
| Federación Andaluza           | 3           | 3              | 1994, 1995, 1996 |
| Federación Valenciana         | -           | 6              | |
| Federación Cántabra           | -           | 1              | |
| Federación Castellanomanchega | -           | 1              | |